# Stanislas de Guaita
Pour les articles homonymes, voir Guaita (homonymie).
 (juin 2014).
Si vous disposez d'ouvrages ou d'articles de référence ou si vous connaissez des sites web de qualité traitant du thème abordé ici, merci de compléter l'article en donnant les références utiles à sa vérifiabilité et en les liant à la section « Notes et références ».
Stanislas de Guaita (6 avril 1861 à Tarquimpol (Moselle) et mort dans cette même ville le 19 décembre 1897) est un occultiste et poète français, cofondateur avec Papus et Joséphin Péladan de l'Ordre kabbalistique de la Rose-Croix.

## Biographie
Né en Lorraine le 6 avril 1861 au château d’Alteville, près de Tarquimpol, Stanislas de Guaita est issu, par sa mère, Marie-Amélie Grandjean, d'une famille lorraine, et par son père, François-Paul de Guaita, d'une ancienne famille noble d'origine lombarde (Italie), établie en Lorraine depuis 1800. Il avait le titre de marquis.

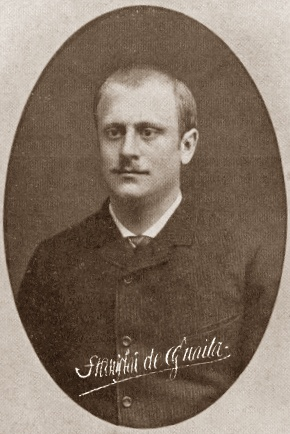
Stanislas de Guaita à dix-neuf ans.

Dès le lycée à Nancy, vers 1880, il se lie d'amitié avec Maurice Barrès, qu'il fera adhérer plus tard au martinisme. Barrès a d'ailleurs écrit la préface de l'une des éditions d'Au seuil du mystère. L'Histoire ne dit pas si les deux hommes partageaient les mêmes convictions politiques : Barrès évolua en effet d'un esthétisme individualiste dont témoigne assez bien son « culte du Moi » à une mystique nationaliste de la terre et des morts, axée sur un patriotisme lorrain et républicain. Barrès évoque Guaita avec le personnage de Saint-Phlin dans Les Déracinés.
C'est dans les écrits de son ami et colocataire de jeunesse Joséphin Peladan que Stanislas de Guaita trouve sa première porte d'entrée dans l'univers de la Tradition. Par la suite, la lecture de l'œuvre d'Éliphas Lévi, dont il se fait aussitôt le commentateur et le thuriféraire, l'initie au mysticisme chrétien ; Fabre d’Olivet l'oriente vers les grands mystères en général et vers la langue hébraïque ; et Saint-Yves d'Alveydre l'initie à la Synarchie. Il entre dans le tout récent Ordre martiniste de son ami Papus, alors étudiant en médecine, dont il raille le pseudonyme.
À la lumière de toutes ces influences, Guaita prône un spiritualisme exaltant la Tradition chrétienne, qui, grâce à la mise en place éventuelle de la synarchie – forme de gouvernement idéal –, devrait conduire à l'avènement du royaume de Dieu. En 1888, dans le même esprit, il fonde avec Péladan l’Ordre kabbalistique de la Rose-Croix, dont fait aussitôt partie Papus, y adhérèrent aussi Erik Satie et le banquier des artistes, Olivier Dubs. Peladan s’en sépara ensuite pour fonder un autre ordre : la Rose-Croix catholique, alléguant son refus de la magie opérative.
En 1887, en collaboration avec son secrétaire et ami Oswald Wirth, il réalise un Tarot kabbalistique qui est reproduit dans le Tarot des Bohémiens de Papus.
En 1893, l’Ordre de Guaita est attaqué par Huysmans, qui l’accuse d’envoûter à distance l’abbé défroqué lyonnais Joseph-Antoine Boullan. Des duels s’ensuivent ; Huysmans et Jules Bois s’opposent à Papus et à Guaita.
Stanislas est encore ce jeune poète moins fasciné par le goût baudelairien  que par la parfaite esthétique du Parnasse de Leconte Delisle et de Mallarmé.  D'ailleurs, Alain Mercier, confirmera que Guaita poète, « par son classicisme de forme et d’écriture, est plus proche des parnassiens que des symbolistes. Ainsi il y eut en lui deux êtres distincts : l’hermétiste aristocrate et généreux d’une part, le poète tourmenté et inquiet d’artifices d’autre part ». C'est l'écrivain Mendès qui l'incite à lire Éliphas Lévi.
Il meurt le 19 décembre 1897, à 36 ans, à Alteville. Il est inhumé à Tarquimpol,. Les causes de sa mort précoce ont été expliquées par des problèmes rénaux ou par la prise de drogue. À propos des drogues, il écrivait :

« La coca, comme le haschich, mais à d'autres titres, exerce sur le corps astral une action directe et puissante ; son emploi coutumier dénoue, en l'homme, certains liens compressifs de sa nature hyperphysique, – liens dont la persistance est pour le plus grand nombre une garantie de salut. Si je parlais sans réticences sur ce point-là, je rencontrerais des incrédules, même parmi les occultistes. Je dois me borner à un conseil. — Vous qui tenez à votre vie, à votre raison, à la santé de votre âme, évitez comme la peste les injections hypodermiques de cocaïne. Sans parler de l'habitude qui se crée fort vite (plus impérieuse encore, plus tenace et plus funeste cent fois que toute autre du même genre), un état particulier a pris naissance. »

Sa riche bibliothèque, constituée d'ouvrages, parchemins, traités d'alchimie et de grimoires remontant à des temps immémoriaux, est dispersée à l'occasion de plusieurs ventes à Paris, en 1899 (Dorbon - René Philippon), et en 1968 (Drouot) et 2014 (Piasa).

## Stanislas de Guaita vu par ses contemporains
« Il passait cinq mois de l'année dans un petit rez-de-chaussée de l'avenue Trudaine, où il ne recevait que quelques occultistes, et dont il lui arrivait de ne pas sortir pendant des semaines. Il avait amassé là toute une bibliothèque étrange et précieuse, des textes latins du Moyen Âge, des vieux grimoires chargés de pentacles, des parchemins enluminés de miniatures, des traités d'alchimie, les éditions les plus estimées de Van Helmont, Paracelse, Raymond Lulle, Saint-Martin, Martinès de Pasqually, Corneille Agrippa, Pierre de Lancre, Knorr de Rosenroth, des manuscrits d'Éliphas, des reliures signées Derome, Capé, Trautz-Bauzonnet, Chambolle-Duru, des ouvrages de science contemporaine. » (Maurice Barrès, Un rénovateur de l'occultisme : Stanislas de Guaita ; Chamuel, 1898, p. 29).)
« Partant d'Éliphas Lévi, il était remonté aux Kabbalistes de la Renaissance et aux Philosophes hermétiques du Moyen Âge, lisant tout et comprenant tout avec une prodigieuse facilité. Les textes les plus obscurs s'éclairaient dès qu'il y projetait la clarté de son esprit solaire. Il se jouait des problèmes métaphysiques et j'étais loin de pouvoir le suivre… » (Oswald Wirth, Le Tarot des Imagiers du Moyen Âge, Émile Nourry, Paris, 1927.)
« Il était fort riche, et s'était adonné aux sciences occultes sans savoir ni méthode. Il n'y voyait que le côté pittoresque à la Rembrandt, à la Téniers, à la Jordaëns. Vêtu d'une robe rouge, l'épée à la main, dans un décor que n'eût pas désavoué Breughel, il évoquait les phantasmes et dissolvait les larves. La vérité est que, saturé de morphine et d'alcool, il croyait réellement voir des animaux grimper le long de ses membres, et des spectres s'agiter obstinément sous ses yeux. » (Michel de Lézinier, Avec Huysmans : Promenades et souvenirs ; Paris, Delpeuch, 1928.)

### Œuvres de Stanislas de Guaita

#### Essais de sciences maudites[N 1]
- I. Au seuil du Mystère, Paris, G. Carré, 1886.
- II. Le serpent de la Genèse :
  - Première septaine, Le Temple de Satan, Paris, Carré, 1891. 
  - Deuxième septaine, La Clef de la Magie Noire, Paris, Carré, 1897. 
  - Troisième septaine, Le Problème du Mal (inachevé. En partie poursuivi par Oswald Wirth, et achevé par Marius Lepage). Éditions Véga, Paris, 1949, 176 p.
- « Discours d'initiation martiniste pour une réception martiniste tenue du 3° degré » (1889), in F.-Ch. Barlet, Ferran, Papus, Eugène Nus, Julien Lejay, Stanislas de Guaita, La Science Secrète, Paris, Georges Carré, 1890, p. 167-174 [N 2]

#### Poésie
- Oiseaux de passage : rimes fantastiques, rimes d'ébène, Paris, Berger-Levrault, 1881, 151 p.
- La Muse noire, Paris, Alphonse Lemerre, Paris, A. lemerre, 1883, 167 p.
- Rosa mystica, Paris, A. Lemerre, 1885, 170 p.

### Études sur Stanislas de Guaita
(par ordre chronologique)
- Maurice Barrès, Stanislas de Guaita (1861-1898) : un rénovateur de l'occultisme : souvenirs, Chamuel, Paris, 1898.
- Albert de Pouvourville (Matgoï). Nos Maîtres. Stanislas de Guaita. Librairie Hermétique, Paris, 1909.
- Oswald Wirth, Stanislas de Guaita, souvenirs de son secrétaire, Éd. du symbolisme, Paris (1935).
- André Billy, Stanislas de Guaita, Mercure de France, 1971.
- Arnaud de l'Estoile, Guaita, collection « Qui suis-je ?", Éditions Pardès, 2004.
- Steeve Fayadas, Les signatures, un complément d’histoire. L’exemplaire de Stanislas de Guaita, Aletheia volume 4, avril 2012.
- Steeve Fayadas, Le symbole de la Rose-Croix au sein de l’OKRC, d’après un manuscrit inédit de Stanislas de Guaita, Les Cahiers de l'Ailleurs, mars 2013.
- Steeve Fayadas - Dominique Dubois : Dossier Stanislas de Guaita / D.A. Courmes & lettre inédite, Les Cahiers de l'Ailleurs, mars 2014.
- Œuvres Poétiques Complètes. Avec une Introduction d'E.-D.Kowalski. Éditions Slatkine, Coll. Bibliothèque Initiatique, série 2, n°8. Genève, 2016.  (ISBN 978-2-05-102784-7).
- Rémi Boyer, Gilles Bucherie, Serge Caillet, Steeve Fayadas, Daniel Guéguen, Jean-Pierre Laurant, Alain Marchiset, Stanislas de Guaita Précurseur de l'occultisme, Ed. du Cosmogone, Lyon 2018.  (ISBN 978-28103-0254-3).
- Emmanuel Dufour-Kowalski, Stanislas de Guaita (1861-1897). Grand Maître de la Rose + Croix Kabbalistique. Aux sources poétiques et anthropologiques de son œuvre. Éditions Archè / Milano. 2021 (ISBN 9788872523957).

## Postérité
Un prix Stanislas de Guaita a été remis par l'Académie de Stanislas jusqu'en 1984.